# Aphyosemion gabunense gabunense
Aphyosemion gabunense gabunense is een ondersoort van de straalvinnige vissen uit de familie van de killivisjes (Nothobranchiidae). De wetenschappelijke naam van de soort is voor het eerst geldig gepubliceerd in 1975 door Radda.